# アレン・M・サムナー級駆逐艦
アレン・M・サムナー級駆逐艦 (英語: Allen M. Sumner-class destroyer) は、第二次世界大戦中に建造されたアメリカ海軍の駆逐艦の艦級。
先行するフレッチャー級の拡大発展型であるが、艦のバランスと航続性能の限界が指摘され、さらに改良されたギアリング級へと移行した。第二次世界大戦後も艦隊駆逐艦の一翼を担い、近代化改修を受けつつ1970年代まで運用されていたほか、多くの退役艦が同盟国で再就役し、一部艦は1990年代まで現役であった。

## 設計
本級は当初、フレッチャー級の改良型として、38口径5インチ単装砲6基の搭載を計画した。しかし設計途中で、同じMk.12砲を連装に配したMk.38砲塔が実用化され、ネックになっていた損傷時の応急操作も発電機能力の増強で対応できる見通しが立ったことからこちらが採用され、前部に2基を背負式に、後部に1基を搭載することとされた。このような経緯から、設計面ではおおむね同級のものが踏襲されているが、2・3番砲の射界を確保するため、上部構造物は減高された。なお初期建造艦では、イギリス式の後部が暴露された構造が採用されていたが、用兵側から不評であり、後に改修された。また、1基あたり約50トンもの大重量となる連装砲塔を前部に2基搭載したことによって艦首側の重量が増加し、予備浮力が減少したことから、特に荒天時の凌波性低下が顕著であったほか、船体にかかる負荷も大きいという問題があった。またフレッチャー級では1枚舵であったのに対し、本級より2枚舵とされている。
主機関も同様にフレッチャー級のものがベースとされており、主ボイラーはバブコック・アンド・ウィルコックス（B&W）社製の重油専焼式水管ボイラーを4缶、主機はゼネラル・エレクトリック（GE）社製のオール・ギヤード蒸気タービンと、いずれも同形式である。船体が大型化していることから、速力はやや低下した。また蒸気圧力は565 lbf/in2 (39.7 kgf/cm2)に低下している。
燃料搭載量は重油538 t、航続力は15ノットで6,500海里と、フレッチャー級と同性能で計画されたが、戦時では同速力で4,220海里と、既に航続距離の低落傾向が指摘されていたフレッチャー級の4,490海里よりもさらに短縮していたことから、用兵側の不満を買った。当時、艦隊主力が高速の航空母艦に切り替わり、巡航速力が向上していたことから、これは特に問題であった。

## 装備
上記の通り、本級では、主砲として38口径5インチ両用砲を3基の連装砲塔に配して、計6門を搭載しており、同砲5門搭載のフレッチャー級と比して砲撃戦力は向上した。また連装砲塔の採用によって甲板上のスペースが活用できるようになったことから高角機銃も大幅に増強されており、当初より1番煙突両舷にボフォース 40mm機銃の連装砲架が各1基、2番煙突後方の右舷側と後部魚雷発射管の左舷側に4連装砲架が各1基の計12門が搭載されていた。その後、日本軍の特別攻撃隊の脅威が深刻となったことから、後部魚雷発射管をバーターに、4連装砲架がさらに1基搭載されている。

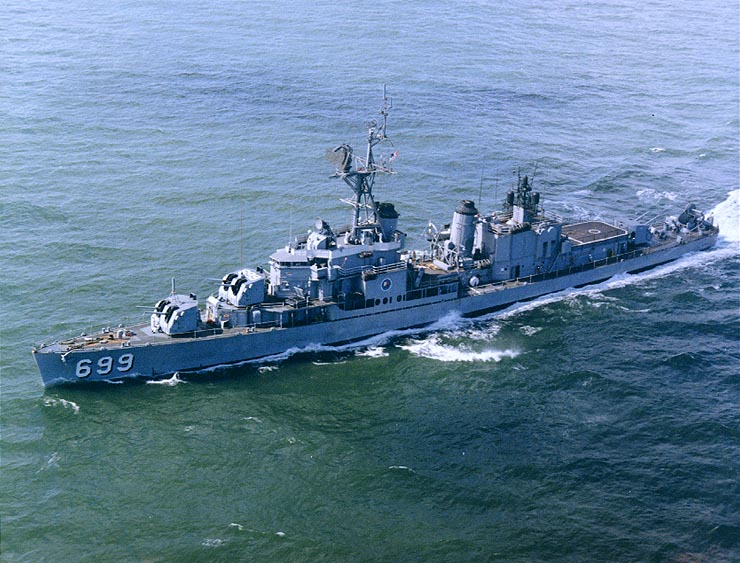
FRAM-II改修後の「ウォルドロン」。

戦後、水中高速潜の普及・原子力潜水艦の登場に伴い、護衛駆逐艦より高速な艦隊駆逐艦に対潜戦能力が求められるようになったことから、1950年代初頭には爆雷投下軌条を撤去してヘッジホッグ対潜迫撃砲を搭載し、またソナーを旧式のサーチライト・ソナーから新型のスキャニング・ソナーであるAN/SQS-4に換装する改修が行われた。また40mm・20mm機銃も、戦後に実用化された新型両用砲であるMk.33 3インチ連装速射砲に換装されている。
その後、1959年から1960年代初頭には、その時点で現役にあった本級の相当数（32隻）を対象として、FRAM-II改修が行われた。これは艦齢を5年分延長し、レーダーを更新する（対空捜索用はAN/SPS-29 / 37 / 40のいずれか一つ、対水上捜索用はAN/SPS-10）とともに、5連装長魚雷発射管と爆雷装備をバーターとして対潜長魚雷発射管、3連装短魚雷発射管、QH-50 DASHなど新世代の対潜兵器を搭載するものであった。また一部艦にはAN/SQA-10可変深度ソナーも搭載された。

## 配備
上記のような問題点が指摘されたことから、当初100隻とされた建造計画は58隻に縮小され、改良型である次級ギアリング級に移行することになる。
竣工した艦の多くは太平洋戦線に投入された。沖縄戦にも多数が参加し、特攻機の攻撃によって「マナート・L・エベール」と「ドレクスラー」の2隻が戦没、8隻が損傷を受けている。
第二次大戦後はギアリング級と同様にFRAM改装を受けて就役を続け、ベトナム戦争後に至るまで長く米海軍の駆逐艦勢力を支えた。
| アメリカ海軍 | アメリカ海軍                                         | アメリカ海軍                                           | アメリカ海軍 | アメリカ海軍                                               | アメリカ海軍 | 退役/再就役後 | 退役/再就役後 | 退役/再就役後 |
| #            | 艦名                                                 | 造船所                                                 | 就役         | FRAM Mk.II                                                 | 退役 | 再就役先 | # | 艦名 |
| ------------ | ---------------------------------------------------- | ------------------------------------------------------ | ------------ | ---------------------------------------------------------- | --- | --- | --- | --- |
| DD-692       | アレン・M・サムナー USS Allen M. Sumner              | フェデラル・ シップビルディング・ アンド・ドライドック | 1944年       | ○                                                          | 1973年 | 国防再利用販売サービス (DRMS) により スクラップとして売却 | 国防再利用販売サービス (DRMS) により スクラップとして売却 | 国防再利用販売サービス (DRMS) により スクラップとして売却 |
| DD-693       | モール USS Moale                                     | フェデラル・ シップビルディング・ アンド・ドライドック | 1944年       | ○                                                          | 1973年 | 国防再利用販売サービス (DRMS) により スクラップとして売却 | 国防再利用販売サービス (DRMS) により スクラップとして売却 | 国防再利用販売サービス (DRMS) により スクラップとして売却 |
| DD-694       | イングラハム USS Ingraham                            | フェデラル・ シップビルディング・ アンド・ドライドック | 1944年       | ○                                                          | 1971年 | ギリシャ海軍 | D211 | ミアオウリス ΒΠ Μιαούλης |
| DD-695       | クーパー USS Cooper                                  | フェデラル・ シップビルディング・ アンド・ドライドック | 1944年       | 1944年12月3日、日本海軍「「竹」」の雷撃により戦没          | 1944年12月3日、日本海軍「「竹」」の雷撃により戦没 | 1944年12月3日、日本海軍「「竹」」の雷撃により戦没 | 1944年12月3日、日本海軍「「竹」」の雷撃により戦没 | 1944年12月3日、日本海軍「「竹」」の雷撃により戦没 |
| DD-696       | イングリッシュ USS English                           | フェデラル・ シップビルディング・ アンド・ドライドック | 1944年       | ×                                                          | 1970年 | 中華民国海軍 | DD-6 | 恵陽 ROCS Huei Yang |
| DD-697       | チャールズ・S・スペリー USS Charles S. Sperry        | フェデラル・ シップビルディング・ アンド・ドライドック | 1944年       | ○                                                          | 1973年 | チリ海軍 | D-16 | ミニストロ・ゼンテノ Ministro Zenteno |
| DD-698       | オールト USS Ault                                    | フェデラル・ シップビルディング・ アンド・ドライドック | 1944年       | ○                                                          | 1970年 | 国防再利用販売サービス (DRMS) により スクラップとして売却 | 国防再利用販売サービス (DRMS) により スクラップとして売却 | 国防再利用販売サービス (DRMS) により スクラップとして売却 |
| DD-699       | ウォルドロン USS Waldron                             | フェデラル・ シップビルディング・ アンド・ドライドック | 1944年       | ○                                                          | 1973年 | コロンビア海軍 | DD-03 | サンタンデール ARC Santander |
| DD-700       | ヘインズワース USS Haynesworth                       | フェデラル・ シップビルディング・ アンド・ドライドック | 1944年       | ×                                                          | 1970年 | 中華民国海軍 | DD-5 | 岳陽 ROCS Yuen Yang |
| DD-701       | ジョン・W・ウィークス USS John W. Weeks              | フェデラル・ シップビルディング・ アンド・ドライドック | 1944年       | ×                                                          | 1970年 | 国防再利用販売サービス (DRMS) により スクラップとして売却 | 国防再利用販売サービス (DRMS) により スクラップとして売却 | 国防再利用販売サービス (DRMS) により スクラップとして売却 |
| DD-702       | ハンク USS Hank                                      | フェデラル・ シップビルディング・ アンド・ドライドック | 1944年       | ×                                                          | 1972年 | アルゼンチン海軍 | D-25 | セグイ ARA Segui |
| DD-703       | ウォレス・L・リンド USS Wallace L. Lind              | フェデラル・ シップビルディング・ アンド・ドライドック | 1944年       | ○                                                          | 1973年 | 大韓民国海軍 | DD-917 | 大邱 ROKS Dae Gu |
| DD-704       | ボリー USS Borie                                     | フェデラル・ シップビルディング・ アンド・ドライドック | 1944年       | ○                                                          | 1972年 | アルゼンチン海軍 | D-26 | イポリト・ブシャール ARA Hipólito Bouchard |
| DD-705       | コンプトン USS Compton                               | フェデラル・ シップビルディング・ アンド・ドライドック | 1944年       | ×                                                          | 1972年 | ブラジル海軍 | D-34 | マト・グロッソ Mato Grosso |
| DD-706       | ゲイナード USS Gainard                               | フェデラル・ シップビルディング・ アンド・ドライドック | 1944年       | ×                                                          | 1971年 | 国防再利用販売サービス (DRMS) により スクラップとして売却 | 国防再利用販売サービス (DRMS) により スクラップとして売却 | 国防再利用販売サービス (DRMS) により スクラップとして売却 |
| DD-707       | ソーレイ USS Soley                                   | フェデラル・ シップビルディング・ アンド・ドライドック | 1944年       | ×                                                          | 1970年 | 実艦標的として海没 | 実艦標的として海没 | 実艦標的として海没 |
| DD-708       | ハーラン・R・ディクソン USS Harlan R. Dickson        | フェデラル・ シップビルディング・ アンド・ドライドック | 1944年       | ×                                                          | 1972年 | 国防再利用販売サービス (DRMS) により スクラップとして売却 | 国防再利用販売サービス (DRMS) により スクラップとして売却 | 国防再利用販売サービス (DRMS) により スクラップとして売却 |
| DD-709       | ヒュー・パーヴィス USS Hugh Purvis                   | フェデラル・ シップビルディング・ アンド・ドライドック | 1945年       | ○                                                          | 1972年 | トルコ海軍 | F253 | ザフェル TCG Zafer |
| DD-722       | バートン USS Barton                                  | バス鉄工所                                             | 1943年       | ×                                                          | 1968年 | 実艦標的として海没 | 実艦標的として海没 | 実艦標的として海没 |
| DD-723       | ウォーク USS Walke                                   | バス鉄工所                                             | 1944年       | ○                                                          | 1970年 | 国防再利用販売サービス (DRMS) により スクラップとして売却 | 国防再利用販売サービス (DRMS) により スクラップとして売却 | 国防再利用販売サービス (DRMS) により スクラップとして売却 |
| DD-724       | ラフィー USS Laffey                                  | バス鉄工所                                             | 1944年       | ○                                                          | 1975年 | パトリオッツ・ポイント海軍博物館で記念艦として展示 | パトリオッツ・ポイント海軍博物館で記念艦として展示 | パトリオッツ・ポイント海軍博物館で記念艦として展示 |
| DD-725       | オブライエン USS O'Brien                             | バス鉄工所                                             | 1944年       | ○                                                          | 1972年 | 実艦標的として海没 | 実艦標的として海没 | 実艦標的として海没 |
| DD-726       | メレディス USS Meredith                              | バス鉄工所                                             | 1944年       | 1944年6月9日、ノルマンディー上陸作戦の援護中に触雷して戦没 | 1944年6月9日、ノルマンディー上陸作戦の援護中に触雷して戦没 | 1944年6月9日、ノルマンディー上陸作戦の援護中に触雷して戦没 | 1944年6月9日、ノルマンディー上陸作戦の援護中に触雷して戦没 | 1944年6月9日、ノルマンディー上陸作戦の援護中に触雷して戦没 |
| DD-727       | ド・ヘイヴン USS De Haven                            | バス鉄工所                                             | 1944年       | ○                                                          | 1973年 | 大韓民国海軍 | DD-918 | 仁川 ROKS Incheon |
| DD-728       | マンスフィールド USS Mansfield                       | バス鉄工所                                             | 1944年       | ○                                                          | 1973年 | アルゼンチン海軍 | 予備部品として売却 | 予備部品として売却 |
| DD-729       | ライマン・K・スウェンソン USS Lyman K. Swenson       | バス鉄工所                                             | 1944年       | ○                                                          | 1971年 | 中華民国海軍 | 予備部品として売却 | 予備部品として売却 |
| DD-730       | コレット USS Collett                                 | バス鉄工所                                             | 1944年       | ○                                                          | 1970年 | アルゼンチン海軍 | D-29 | ピエドラブエナ ARA Piedrabuena |
| DD-731       | マドックス USS Maddox                                | バス鉄工所                                             | 1944年       | ×                                                          | 1969年 | 中華民国海軍 | DD-10/ DDG-910 | 鄱陽 ROCS Po Yang |
| DD-732       | ハイマン USS Hyman                                   | バス鉄工所                                             | 1944年       | ×                                                          | 1969年 | 国防再利用販売サービス (DRMS) により スクラップとして売却 | 国防再利用販売サービス (DRMS) により スクラップとして売却 | 国防再利用販売サービス (DRMS) により スクラップとして売却 |
| DD-733       | マナート・L・エベール USS Mannert L. Abele           | バス鉄工所                                             | 1944年       | 1945年4月12日、日本海軍の桜花による攻撃で戦没              | 1945年4月12日、日本海軍の桜花による攻撃で戦没 | 1945年4月12日、日本海軍の桜花による攻撃で戦没 | 1945年4月12日、日本海軍の桜花による攻撃で戦没 | 1945年4月12日、日本海軍の桜花による攻撃で戦没 |
| DD-734       | パーディ USS Purdy                                   | バス鉄工所                                             | 1944年       | ×                                                          | 1973年 | 国防再利用販売サービス (DRMS) により スクラップとして売却 | 国防再利用販売サービス (DRMS) により スクラップとして売却 | 国防再利用販売サービス (DRMS) により スクラップとして売却 |
| DD-735 DM-23 | ロバート・H・スミス USS Robert H. Smith              | バス鉄工所                                             | 1944年       | ロバート・H・スミス級機雷敷設駆逐艦として建造              | ロバート・H・スミス級機雷敷設駆逐艦として建造 | ロバート・H・スミス級機雷敷設駆逐艦として建造 | ロバート・H・スミス級機雷敷設駆逐艦として建造 | ロバート・H・スミス級機雷敷設駆逐艦として建造 |
| DD-736 DM-24 | トーマス・E・フレーザー USS Thomas E. Fraser         | バス鉄工所                                             | 1944年       | ロバート・H・スミス級機雷敷設駆逐艦として建造              | ロバート・H・スミス級機雷敷設駆逐艦として建造 | ロバート・H・スミス級機雷敷設駆逐艦として建造 | ロバート・H・スミス級機雷敷設駆逐艦として建造 | ロバート・H・スミス級機雷敷設駆逐艦として建造 |
| DD-737 DM-25 | シャノン USS Shannon                                 | バス鉄工所                                             | 1944年       | ロバート・H・スミス級機雷敷設駆逐艦として建造              | ロバート・H・スミス級機雷敷設駆逐艦として建造 | ロバート・H・スミス級機雷敷設駆逐艦として建造 | ロバート・H・スミス級機雷敷設駆逐艦として建造 | ロバート・H・スミス級機雷敷設駆逐艦として建造 |
| DD-738 DM-26 | ハリー・F・バウアー USS Harry F. Bauer               | バス鉄工所                                             | 1944年       | ロバート・H・スミス級機雷敷設駆逐艦として建造              | ロバート・H・スミス級機雷敷設駆逐艦として建造 | ロバート・H・スミス級機雷敷設駆逐艦として建造 | ロバート・H・スミス級機雷敷設駆逐艦として建造 | ロバート・H・スミス級機雷敷設駆逐艦として建造 |
| DD-739 DM-27 | アダムス USS Adams                                   | バス鉄工所                                             | 1944年       | ロバート・H・スミス級機雷敷設駆逐艦として建造              | ロバート・H・スミス級機雷敷設駆逐艦として建造 | ロバート・H・スミス級機雷敷設駆逐艦として建造 | ロバート・H・スミス級機雷敷設駆逐艦として建造 | ロバート・H・スミス級機雷敷設駆逐艦として建造 |
| DD-740 DM-28 | トールマン USS Tolman                                | バス鉄工所                                             | 1944年       | ロバート・H・スミス級機雷敷設駆逐艦として建造              | ロバート・H・スミス級機雷敷設駆逐艦として建造 | ロバート・H・スミス級機雷敷設駆逐艦として建造 | ロバート・H・スミス級機雷敷設駆逐艦として建造 | ロバート・H・スミス級機雷敷設駆逐艦として建造 |
| DD-741       | ドレクスラー USS Drexler                             | バス鉄工所                                             | 1944年       | 1945年5月28日、菊水八号作戦による特別攻撃を受け戦没        | 1945年5月28日、菊水八号作戦による特別攻撃を受け戦没 | 1945年5月28日、菊水八号作戦による特別攻撃を受け戦没 | 1945年5月28日、菊水八号作戦による特別攻撃を受け戦没 | 1945年5月28日、菊水八号作戦による特別攻撃を受け戦没 |
| DD-744       | ブルー USS Blue                                      | ベスレヘム造船, スタテンアイランド造船所               | 1944年       | ○                                                          | 1971年 | 実艦標的として海没 | 実艦標的として海没 | 実艦標的として海没 |
| DD-745       | ブラッシュ USS Brush                                 | ベスレヘム造船, スタテンアイランド造船所               | 1944年       | ×                                                          | 1969年 | 中華民国海軍 | DD-1 DDG-901 | 襄陽 ROCS Hsiang Yang |
| DD-746       | タウシッグ USS Taussig                               | ベスレヘム造船, スタテンアイランド造船所               | 1944年       | ○                                                          | 1970年 | 中華民国海軍 | DD-14 DDG-914 | 洛陽 ROCS Lo Yang |
| DD-747       | サミュエル・N・ムーア USS Samuel N. Moore            | ベスレヘム造船, スタテンアイランド造船所               | 1944年       | ×                                                          | 1969年 | 中華民国海軍 | DD-2 DDG-902 | 衡陽 ROCS Heng Yang |
| DD-748       | ハリー・E・ハバード USS Harry E. Hubbard             | ベスレヘム造船, スタテンアイランド造船所               | 1944年       | ×                                                          | 1969年 | 国防再利用販売サービス (DRMS) により スクラップとして売却 | 国防再利用販売サービス (DRMS) により スクラップとして売却 | 国防再利用販売サービス (DRMS) により スクラップとして売却 |
| DD-749 DM-29 | ヘンリー・A・ワイリー USS Henry A. Wiley             | ベスレヘム造船, スタテンアイランド造船所               | 1944年       | ロバート・H・スミス級機雷敷設駆逐艦として建造              | ロバート・H・スミス級機雷敷設駆逐艦として建造 | ロバート・H・スミス級機雷敷設駆逐艦として建造 | ロバート・H・スミス級機雷敷設駆逐艦として建造 | ロバート・H・スミス級機雷敷設駆逐艦として建造 |
| DD-750 DM-30 | シェア USS Shea                                      | ベスレヘム造船, スタテンアイランド造船所               | 1944年       | ロバート・H・スミス級機雷敷設駆逐艦として建造              | ロバート・H・スミス級機雷敷設駆逐艦として建造 | ロバート・H・スミス級機雷敷設駆逐艦として建造 | ロバート・H・スミス級機雷敷設駆逐艦として建造 | ロバート・H・スミス級機雷敷設駆逐艦として建造 |
| DD-751 DM-31 | J・ウィリアム・ディッター USS J. William Ditter      | ベスレヘム造船, スタテンアイランド造船所               | 1944年       | ロバート・H・スミス級機雷敷設駆逐艦として建造              | ロバート・H・スミス級機雷敷設駆逐艦として建造 | ロバート・H・スミス級機雷敷設駆逐艦として建造 | ロバート・H・スミス級機雷敷設駆逐艦として建造 | ロバート・H・スミス級機雷敷設駆逐艦として建造 |
| DD-752       | アルフレッド・A・カニンガム USS Alfred A. Cunningham | ベスレヘム造船, スタテンアイランド造船所               | 1944年       | ○                                                          | 1971年 | 実艦標的として海没 | 実艦標的として海没 | 実艦標的として海没 |
| DD-753       | ジョン・R・ピアース USS John R. Pierce               | ベスレヘム造船, スタテンアイランド造船所               | 1944年       | ×                                                          | 1971年 | 国防再利用販売サービス (DRMS) により スクラップとして売却 | 国防再利用販売サービス (DRMS) により スクラップとして売却 | 国防再利用販売サービス (DRMS) により スクラップとして売却 |
| DD-754       | フランク・E・エヴァンス USS Frank E. Evans           | ベスレヘム造船, スタテンアイランド造船所               | 1945年       | ○                                                          | 1969年6月3日、南シナ海にてオーストラリア海軍空母「メルボルン」との衝突事故により艦体は前後に二分され、艦前部が沈没。 残存の艦後部も同年10月10日にスービック湾にて実艦標的として撃沈処分。 | 1969年6月3日、南シナ海にてオーストラリア海軍空母「メルボルン」との衝突事故により艦体は前後に二分され、艦前部が沈没。 残存の艦後部も同年10月10日にスービック湾にて実艦標的として撃沈処分。 | 1969年6月3日、南シナ海にてオーストラリア海軍空母「メルボルン」との衝突事故により艦体は前後に二分され、艦前部が沈没。 残存の艦後部も同年10月10日にスービック湾にて実艦標的として撃沈処分。 | 1969年6月3日、南シナ海にてオーストラリア海軍空母「メルボルン」との衝突事故により艦体は前後に二分され、艦前部が沈没。 残存の艦後部も同年10月10日にスービック湾にて実艦標的として撃沈処分。 |
| DD-755       | ジョン・A・ボール USS John A. Bole                   | ベスレヘム造船, スタテンアイランド造船所               | 1945年       | ○                                                          | 1970年 | 中華民国海軍 | 予備部品として売却 | 予備部品として売却 |
| DD-756       | ビーティ USS Beatty                                  | ベスレヘム造船, スタテンアイランド造船所               | 1945年       | ×                                                          | 1972年 | ベネズエラ海軍 | D-21 | カラボボ ARBV Carabobo |
| DD-757       | パットナム USS Putnam                                | ベスレヘム造船, サンフランシスコ造船所                 | 1944年       | ○                                                          | 1973年 | 国防再利用販売サービス (DRMS) により スクラップとして売却 | 国防再利用販売サービス (DRMS) により スクラップとして売却 | 国防再利用販売サービス (DRMS) により スクラップとして売却 |
| DD-758       | ストロング USS Strong                                | ベスレヘム造船, サンフランシスコ造船所                 | 1944年       | ○                                                          | 1973年 | ブラジル海軍 | D-37 | リオ・グランデ・ド・ノルチ Rio Grande do Norte |
| DD-759       | ロフバーグ USS Lofberg                               | ベスレヘム造船, サンフランシスコ造船所                 | 1945年       | ○                                                          | 1971年 | 中華民国海軍 | 予備部品として売却 | 予備部品として売却 |
| DD-760       | ジョン・W・トマソン USS John W. Thomason             | ベスレヘム造船, サンフランシスコ造船所                 | 1945年       | ○                                                          | 1970年 | 中華民国海軍 | DD-15/ DDG-915 | 南陽 ROCS Nan Yang |
| DD-761       | バック USS Buck                                      | ベスレヘム造船, サンフランシスコ造船所                 | 1945年       | ○                                                          | 1973年 | ブラジル海軍 | D-36 | アラゴアス Alagoas |
| DD-762       | ヘンリー USS Henley                                  | ベスレヘム造船, サンフランシスコ造船所                 | 1945年       | ×                                                          | 1973年 | 国防再利用販売サービス (DRMS) により スクラップとして売却 | 国防再利用販売サービス (DRMS) により スクラップとして売却 | 国防再利用販売サービス (DRMS) により スクラップとして売却 |
| DD-770       | ロウリー USS Lowry                                   | ベスレヘム造船, サン・ペドロ造船所                     | 1944年       | ○                                                          | 1973年 | ブラジル海軍 | D-36 | エスピリトサント Espirito Santo |
| DD-771 DM-32 | リンゼイ USS Lindsey                                 | ベスレヘム造船, サン・ペドロ造船所                     | 1944年       | ロバート・H・スミス級機雷敷設駆逐艦として建造              | ロバート・H・スミス級機雷敷設駆逐艦として建造 | ロバート・H・スミス級機雷敷設駆逐艦として建造 | ロバート・H・スミス級機雷敷設駆逐艦として建造 | ロバート・H・スミス級機雷敷設駆逐艦として建造 |
| DD-772 DM-33 | グウィン USS Gwin                                    | ベスレヘム造船, サン・ペドロ造船所                     | 1944年       | ロバート・H・スミス級機雷敷設駆逐艦として建造              | ロバート・H・スミス級機雷敷設駆逐艦として建造 | ロバート・H・スミス級機雷敷設駆逐艦として建造 | ロバート・H・スミス級機雷敷設駆逐艦として建造 | ロバート・H・スミス級機雷敷設駆逐艦として建造 |
| DD-773 DM-34 | アーロン・ワード USS Aaron Ward                      | ベスレヘム造船, サン・ペドロ造船所                     | 1944年       | ロバート・H・スミス級機雷敷設駆逐艦として建造              | ロバート・H・スミス級機雷敷設駆逐艦として建造 | ロバート・H・スミス級機雷敷設駆逐艦として建造 | ロバート・H・スミス級機雷敷設駆逐艦として建造 | ロバート・H・スミス級機雷敷設駆逐艦として建造 |
| DD-774       | ヒュー・W・ハドレイ USS Hugh W. Hadley               | ベスレヘム造船, サン・ペドロ造船所                     | 1944年       | ×                                                          | 1945年 | 1945年5月11日、日本海軍の桜花による攻撃で大破し廃艦 スクラップとして売却 | 1945年5月11日、日本海軍の桜花による攻撃で大破し廃艦 スクラップとして売却 | 1945年5月11日、日本海軍の桜花による攻撃で大破し廃艦 スクラップとして売却 |
| DD-775       | ウィラード・キース USS Willard Keith                 | ベスレヘム造船, サン・ペドロ造船所                     | 1944年       | ×                                                          | 1972年 | コロンビア海軍 | DD-02 | カルダス ARC Caldas |
| DD-776       | ジェームス・C・オーウェンズ USS James C. Owens       | ベスレヘム造船, サン・ペドロ造船所                     | 1945年       | ○                                                          | 1973年 | ブラジル海軍 | D35 | セルジーペ Sergipe |
| DD-777       | ゼラース USS Zellars                                 | ベスレヘム造船, シアトル造船所                         | 1944年       | ○                                                          | 1971年 | イラン海軍 | D61 / DDG-7 | バブル Babr |
| DD-778       | マッセイ USS Massey                                  | ベスレヘム造船, シアトル造船所                         | 1944年       | ○                                                          | 1969年 | 国防再利用販売サービス (DRMS) により スクラップとして売却 | 国防再利用販売サービス (DRMS) により スクラップとして売却 | 国防再利用販売サービス (DRMS) により スクラップとして売却 |
| DD-779       | ダグラス・H・フォックス USS Douglas H. Fox           | ベスレヘム造船, シアトル造船所                         | 1944年       | ○                                                          | 1973年 | チリ海軍 | DD-17 | ミニストロ・ポータルス Ministro Portales |
| DD-780       | ストームズ USS Stormes                               | ベスレヘム造船, シアトル造船所                         | 1945年       | ○                                                          | 1970年 | イラン海軍 | DDG-9 | パラング Palang |
| DD-781       | ロバート・K・ハンチントン USS Robert K. Huntington   | ベスレヘム造船, シアトル造船所                         | 1945年       | ○                                                          | 1970年 | ベネズエラ海軍 | D-22 | ファルコン ARV Falcon |
| DD-857       | ブリストル USS Bristol                               | ベスレヘム造船, サン・ペドロ造船所                     | 1945年       | ×                                                          | 1969年 | 中華民国海軍 | DD-3 | 華陽 ROCS Hua Yang |

### アメリカ国外での運用

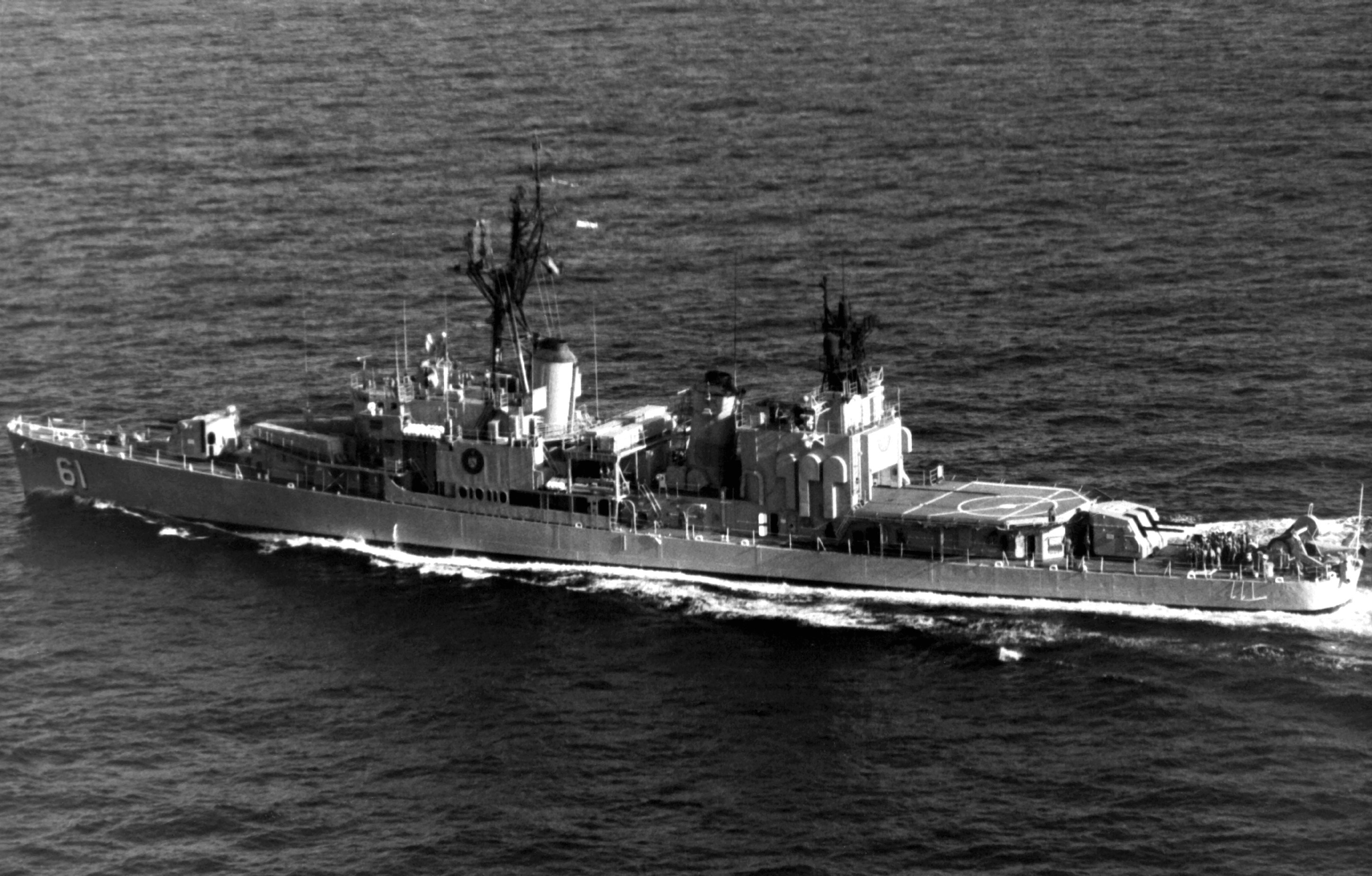
イラン海軍所属DDG-7 バブル（旧米海軍DD-777 ゼラース）1970年代後半に撮影。
イラン海軍のアレン・M・サムナー級駆逐艦は後の改修によって、艦橋の前部（2番砲塔があった場所）と前後の煙突の間にSM-1MR SAMの単装発射筒をそれぞれ2基ずつ搭載している。

退役後、20隻以上がブラジルや大韓民国、トルコ、パフラヴィー朝下イラン等の西側諸国に供与された。
- 中華民国海軍
- アルゼンチン海軍
- ブラジル海軍
- チリ海軍
- コロンビア海軍
- ギリシャ海軍
- 大韓民国海軍
- トルコ海軍
- イラン海軍
- ベネズエラ海軍

## 登場作品
『トコリの橋』
「DD-757 パットナム」が登場。主人公の知り合いで架空のエセックス級航空母艦「サヴォ」からLST-1級戦車揚陸艦「ヒルズボロ」へ転属になる2人の救難ヘリコプター隊員が、「ヒルズボロ」へ向かうために「サヴォ」からハイラインで乗艦する。